# Inès de la Fressange
Inès Marie Lætitia Églantine Isabelle de Seignard de La Fressange, conocida como Inès de la Fressange (Gassin, Var, 11 de agosto de 1957) es una modelo, aristócrata, diseñadora de moda y perfumes francesa.

## Biografía

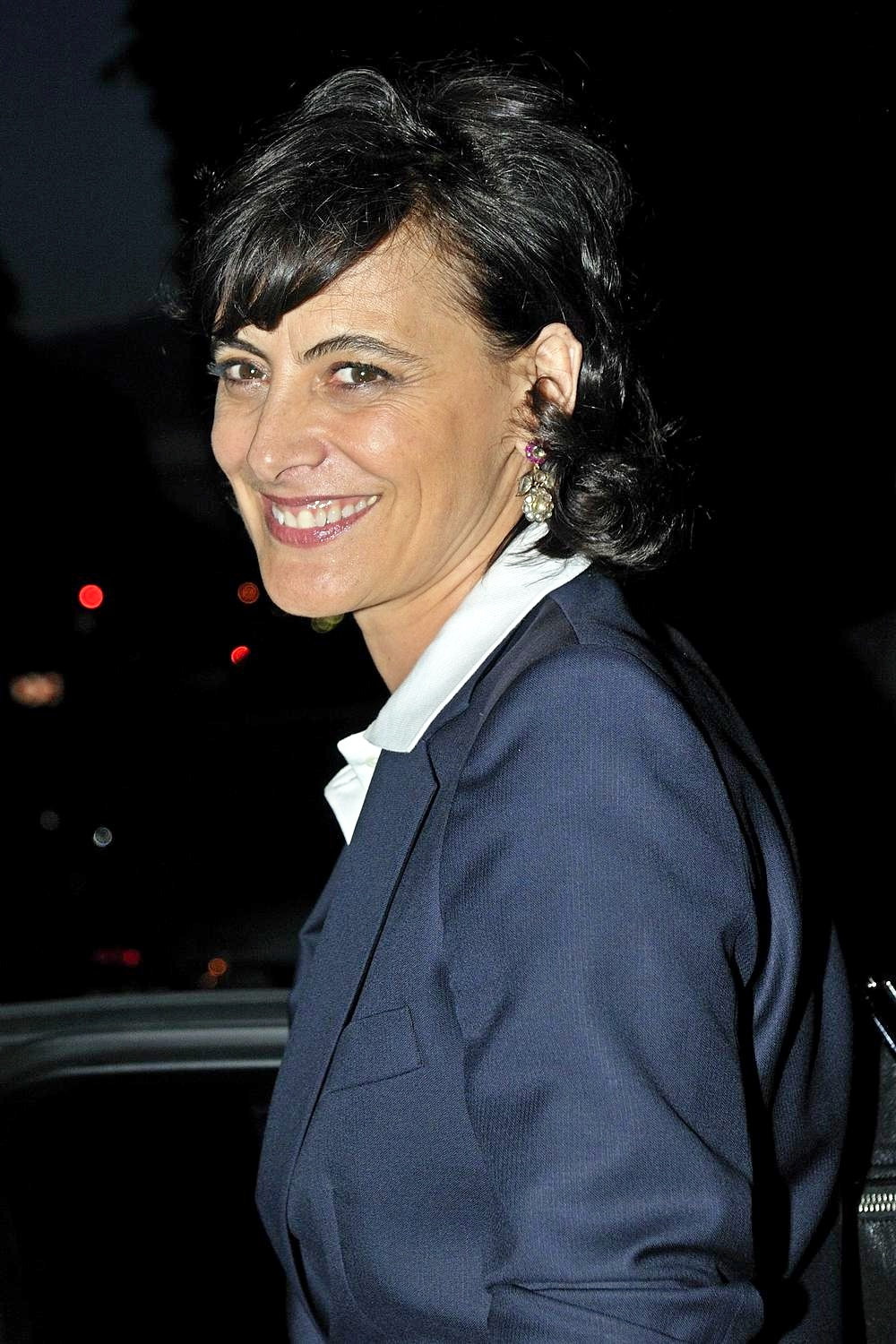
Inès de La Fressange en 2009.

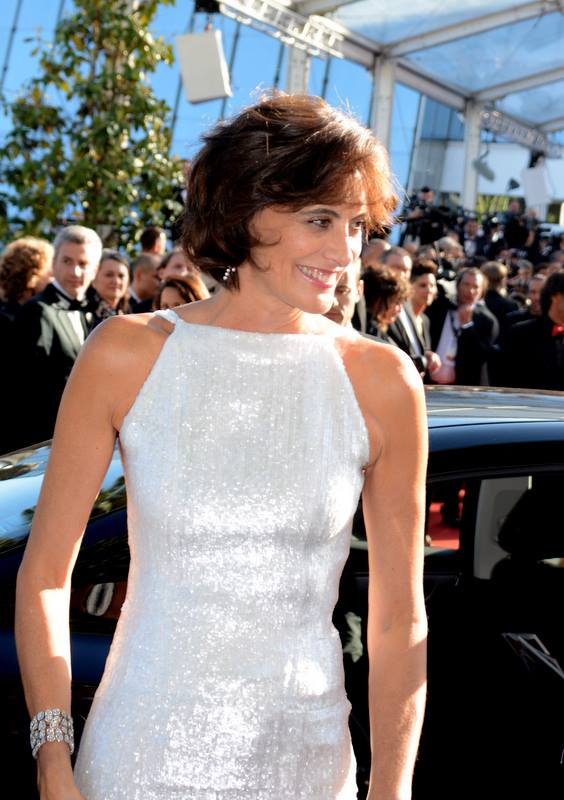
Inès de La Fressange en 2014.

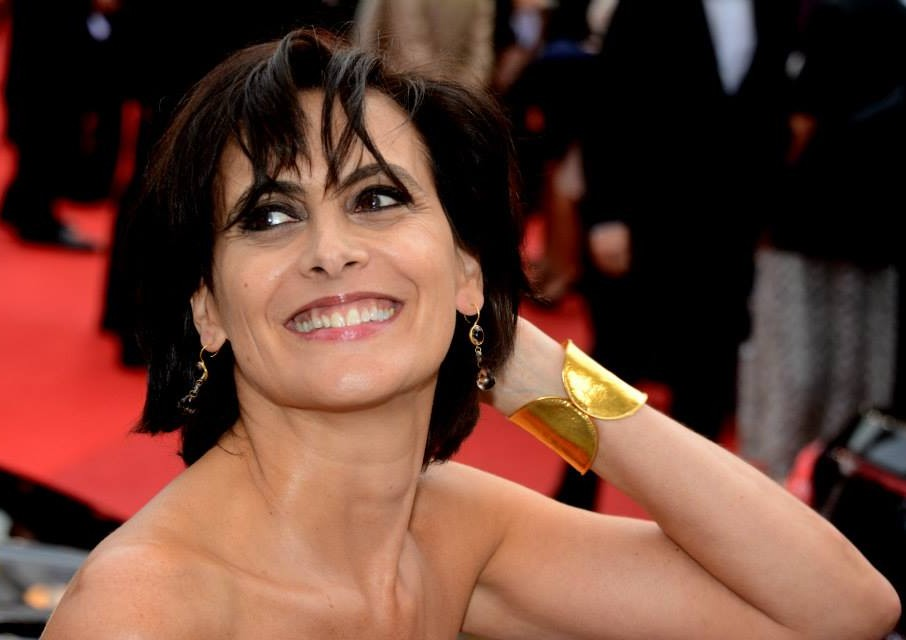
Inès de La Fressange en 2013.

Nació en Gassin Var (Francia). Su padre francés, André de Seignard, Marqués de La Fressange (n. en 1932) (hijo de Paul de Seignard, Marqués de La Fressange, y de Simone Lazard), era un corredor de bolsa, y su madre, Cecilia Sánchez Cirez, era una modelo argentina nacida en la ciudad de Córdoba. Inès se crio en una mansión del siglo XVIII a las afueras de París con tres hermanos. Su abuela era Simone Jacquinot, heredera de la fortuna bancaria de Lazard.
No obstante, su consagración se produjo tres años después cuando el fotógrafo Paolo Roversi la retrató para la revista Elle francesa. Al poco tiempo, el diseñador alemán [Karl Lagerfeld] le ofreció la oportunidad de ser imagen exclusiva de la firma francesa Chanel. Aceptarlo supuso alcanzar la fama internacional.
Comenzó a trabajar como modelo a la temprana edad de 15 años. Mientras estudiaba historia del arte en la Escuela del Louvre, decidió probar suerte como modelo con el objetivo de conseguir algo de dinero. Su consagración llegó tres años después cuando el fotógrafo Paolo Roversi la retrató para la revista Elle. Al poco tiempo, el diseñador alemán Karl Lagerfeld le ofreció la oportunidad de ser imagen exclusiva de la firma francesa Chanel, convirtiéndose en 1980 en la primera modelo en firmar un contrato de modelado exclusivo con esta casa de alta costura y logrando fama internacional.
La relación entre Lagerfeld y la modelo sufrió una crisis en 1989 a raíz supuestamente del desacuerdo del modisto a que Inès prestara su imagen para un busto de Marianne. Lagerfeld según se dice condenó su decisión, diciendo de Marianne que era la encarnación "de todo lo que es aburrido, burgués, y provinciano" y que él no disfrazaría monumentos históricos.
En 1992 creó su propia línea de moda e inauguró su tienda. En 2002 se convirtió en embajadora de la marca Roger Vivier.
Desde 2009, La Fressange no suele hacer de modelo. Es una empresaria con una cadena de pequeñas tiendas de moda, y diseñadora y consultora para Jean-Paul Gaultier. Presentó una creación para Gaultier para la primavera/verano de 2009 para la colección de alta costura en París durante la Semana de Costura y desfiló sobre la pasarela para Gaultier durante el acontecimiento, a la edad de 51 años.
En 2010 volvió a desfilar para Chanel 20 años después y publicó La Parisienne, una guía de estilo en la que explicó sus "secretos de belleza".
En 2014 diseño una colección cápsula para la cadena de moda Uniqlo y protagonizó la portada del número de diciembre de Vogue París.

### Vida personal
El 9 de junio de 1990,  contrajo matrimonio con Luigi d'Urso un ejecutivo italiano que falleció en 2006 a los 52 años. Fruto de este matrimonio tuvo dos hijas: Nine Marie d'Urso (nacida el 27 de febrero de 1994 y cuya madrina es la princesa Carolina de Mónaco) y Violette Marie d'Urso (nacida el 6 de agosto de 1999).